# Vela nos Jogos Olímpicos de Verão da Juventude de 2010
As competições de vela nos Jogos Olímpicos de Verão da Juventude de 2010 foram disputadas entre 17 e 25 de agosto no Centro Nacional de Vela, em Singapura.
Foram realizados quatro eventos, um de cada gênero, nas classes Byte CII (barco para uma pessoa) e Techno 293 (windsurf).

## Eventos
| - Byte CII masculino - Techno 293 masculino | - Byte CII feminino - Techno 293 feminino |

## Calendário
| Agosto | 14 | 15 | 16 | 17 | 18 | 19 | 20 | 21 | 22 | 23 | 24 | 25 | 26 |
| ------ | -- | -- | -- | -- | -- | -- | -- | -- | -- | -- | -- | -- | -- |
| Vela   |    |    |    |    |    |    |    |    |    |    |    | 4  |    |

|  | Dia de competição |  | Dia de final |

## Medalhistas
Feminino
| Evento              | Ouro                                 | Prata                                  | Bronze                            |
| ------------------- | ------------------------------------ | -------------------------------------- | --------------------------------- |
| Byte CII detalhes   | Lara Vadlau AUT Áustria              | Daphne van der Vaart NED Países Baixos | Constanze Stolz GER Alemanha      |
| Techno 293 detalhes | Siripon Kaewduang-Ngam THA Tailândia | Veronica Fanciulli ITA Itália          | Audrey Pei Lin Yong SIN Singapura |

Masculino
| Evento              | Ouro                                     | Prata                                  | Bronze                                     |
| ------------------- | ---------------------------------------- | -------------------------------------- | ------------------------------------------ |
| Byte CII detalhes   | Ian Barrows ISV Ilhas Virgens Americanas | Florian Haufe GER Alemanha             | Just van Aanholt AHO Antilhas Neerlandesas |
| Techno 293 detalhes | Mayan Rafic ISR Israel                   | Chun Laung Michael Cheng HKG Hong Kong | Kieran Martin GBR Grã-Bretanha             |

## Quadro de medalhas
| Ordem | País                         | Medalha de ouro | Medalha de prata | Medalha de bronze |    |
| ----- | ---------------------------- | --------------- | ---------------- | ----------------- | -- |
| 1     | AUT Áustria                  | 1               |                  |                   | 1  |
|       | ISV Ilhas Virgens Americanas | 1               |                  |                   | 1  |
|       | ISR Israel                   | 1               |                  |                   | 1  |
|       | THA Tailândia                | 1               |                  |                   | 1  |
| 5     | GER Alemanha                 |                 | 1                | 1                 | 2  |
| 6     | HKG Hong Kong                |                 | 1                |                   | 1  |
|       | ITA Itália                   |                 | 1                |                   | 1  |
|       | NED Países Baixos            |                 | 1                |                   | 1  |
| 9     | AHO Antilhas Neerlandesas    |                 |                  | 1                 | 1  |
|       | GBR Grã-Bretanha             |                 |                  | 1                 | 1  |
|       | SIN Singapura                |                 |                  | 1                 | 1  |
| TOTAL | TOTAL                        | 4               | 4                | 4                 | 12 |